# وندلینویل
وندلینویل (به فرانسوی: Vandelainville) یک کامین در فرانسه است که در Canton of Thiaucourt-Regniéville واقع شده‌است.

## خصوصیات
وندلینویل ۱٫۳۶ کیلومترمربع مساحت و ۱۵۲ نفر جمعیت دارد و ۱۹۵ متر بالاتر از سطح دریا واقع شده‌است.